# Nagant M1895
A Nagant M1895 revolver egy Léon Nagant és Emile Nagant iparosok által tervezett, egyedi gáz-tömítéssel rendelkező, az Orosz Birodalom számára készített lőfegyver. A 7,62×38mmR lőszer lövésére volt képes, és egyedi gáz-tömítéssel rendelkezett, ami azt jelentette, hogy a forgótár előremozdul, amikor a kakas hátra van húzva (hogy lezárja a tár és a cső közti rést), így adva nagyobb kezdősebességet, és lehetővé téve a fegyvert hangtompító felszerelésére (ez egy ritka tulajdonság a revolvereknél). A fegyverhez hasonló másolatokat készítettek Norvégiában (M1893), Svédországban (7,5mm M1887) és Görögországban (Περίστροφον M1895), bár a másolatokról hiányzott a gáz-tömítéses szerkezet.

## Története
A Nagant M1895 revolvert az Orosz Birodalmi Hadseregben és a Szovjetunióban gyakran használták. Orosz szolgálatban a fegyver hihetetlen ellenálló képességéről volt híres, a rongálásnak is ellenállt. A Cseka (bolsevik titkosrendőrség) és az NKVD egyik legtöbbet használt maroklőfegyvere. A rendőrségnél sokszor lefűrészelték a csövét jobb rejthetőség érdekében. Bár már rendelkezésre állt a TT-33 pisztoly, a revolvert a második világháború végéig gyártották és használták.
A revolver egyedi tömítési rendszerének hála, többször is hangtompítót szereltek rá. A világháború alatt orosz felderítő katonákat, akik a revolvert használták, különleges hangtompítóval látták el, a „Bramit szerkezettel”. A Harmadik Birodalom kis mennyiségben zsákmányolt hangtompított fegyverként használta. A rejtett műhelyekben módosított M1895-öket a Dél-vietnámi Nemzeti Felszabadítási Front katonái kezében is lehetett látni a vietnámi háború alatt, mint orgyilkosságra használt fegyver.

## Alkalmazók

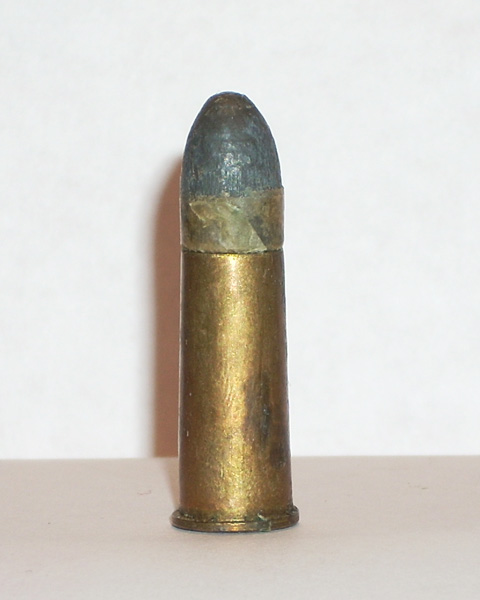
A svéd másolatban használt 7,5mm-es lőszer.

- Belgium
- Jugoszlávia
- Kazahsztán
- Lengyelország
- Orosz Birodalom
- Oroszország
- Spanyolország
- Svédország
- Szovjetunió

### Fordítás
Ez a szócikk részben vagy egészben  a   Nagant M1895 című angol Wikipédia-szócikk fordításán alapul.  Az eredeti cikk szerkesztőit annak laptörténete sorolja fel. Ez a jelzés csupán a megfogalmazás eredetét és a szerzői jogokat jelzi, nem szolgál a cikkben szereplő információk forrásmegjelöléseként.